# Durbincsok
A durbincsok (Gymnocephalus) a sugarasúszójú halak (Actinopterygii) osztályának sügéralakúak (Perciformes) rendjébe, ezen belül a sügérfélék (Percidae) családjába tartozó nem.

## Rendszerezés
A nembe az alábbi 5 faj tartozik:
- doni durbincs (Gymnocephalus acerina) (Gmelin, 1789)
- Gymnocephalus ambriaelacus Geiger & Schliewen, 2010
- széles durbincs (Gymnocephalus baloni) Holcík & Hensel, 1974
- vágó durbincs (Gymnocephalus cernua) (Linnaeus, 1758)
- selymes durbincs (Gymnocephalus schraetser) (Linnaeus, 1758)